# Сандро Алтунашвили
Сандро Алтунашвили (груз. სანდრო ალთუნაშვილი; Тбилиси, 19. маја 1997) јесте грузијски професионални фудбалер. Он игра на позицији везног играча за аустријски клуб Волфсбергер. Два пута је освајао Прву лигу Грузије. Алтунашвили је такође једном освојио Куп Грузије и два пута Суперкуп. Појединачно, два пута је проглашен за најбољег везног играча Еровнули лиге и три пута проглашен за тим сезоне.

## Клупска каријера
Алтунашвили је каријеру започео у друголигашу Сабурталу 2014. године. Био је редован играч тима који је прво напредовао, постепено се етаблирао и почео да осваја трофеје у Еровнули лиги. Клуб је овојио титулу првака 2018. Годину дана касније Алтунашвили је освојио и национални куп. Ове сезоне је по први пут изабран за Тим године.
Почетком 2021. Алтунашвили је прешао у Динамо Батуми на две године. Две године узастопно је био номинован за најбољег везног играча лиге, изазивајући интересовање националног тима.
Јуна 2023. напустио је родну Грузију и придружио се аустријском Бундеслигашу ФК Волфсбергер са двогодишњим уговором са опцијом за још годину дана.

## Репрезентативна каријера
За репрезентацију Грузије је дебитовао 5. септембра 2021. у квалификационој утакмици за Светско првенство против Шпаније, поразом у гостима резултатом 0:4. Заменио је Ђорђија Абурјанију у 69. минуту.
Са репрезентацијом Грузије изборио први историјски пласман на Европско првенство 2024. године у Немачкој.

## Почасти
Сабуртало Тбилиси
- Еровнули Лига: 2021
- Куп Грузије: 2019
- Суперкуп Грузије: 2020

Динамо Батуми
- Еровнули Лига: 2021
- Суперкуп Грузије: 2022

Појединац
- Најбољи везиста Еровнули лиге: 2021, 2022